# Infiniti QX50
Der Infiniti QX50 (bis Mitte 2013 Infiniti EX) ist ein Kompakt-SUV von Infiniti. In Japan wird das Modell als Nissan Skyline Crossover vermarktet.

## 1. Generation (2007–2018)
Angetrieben wird der QX50 der ersten Generation durch einen 3,5-Liter-V6-Motor mit 220 kW (300 PS). Dieser fand auch im Infiniti G37 Verwendung und wurde als einer der zehn besten Motoren in der „10 Best List“ von Ward's Auto World's ausgezeichnet. Im ab 2009 angebotenen europäischen Modell kam ein 3,7-l-V6-Ottomotor mit 235 kW (320 PS) zum Einsatz. In Deutschland gab es 2010 für das Modell insgesamt 38 Neuzulassungen.
Im Frühjahr 2010 wurde auch der Infiniti QX50 mit einem neuen 3,0 Liter V6 (V9X) Dieselmotor auf dem Genfer Auto-Salon vorgestellt. In Europa leistete dieser Motor 175 kW (240 PS) und die Kraft wurde durch ein 7-Stufen Automatikgetriebe übertragen.
Nachdem Infiniti beschlossen hatte, seine Modellreihen umzubenennen, wurde der Infiniti EX ab Sommer 2013 als Infiniti QX50 vermarktet.
Auf der New York International Auto Show im April 2015 präsentierte Infiniti eine überarbeitete Version des QX50.
Im Juni 2016 nahm Infiniti den QX50 in Deutschland vorerst vom Markt.

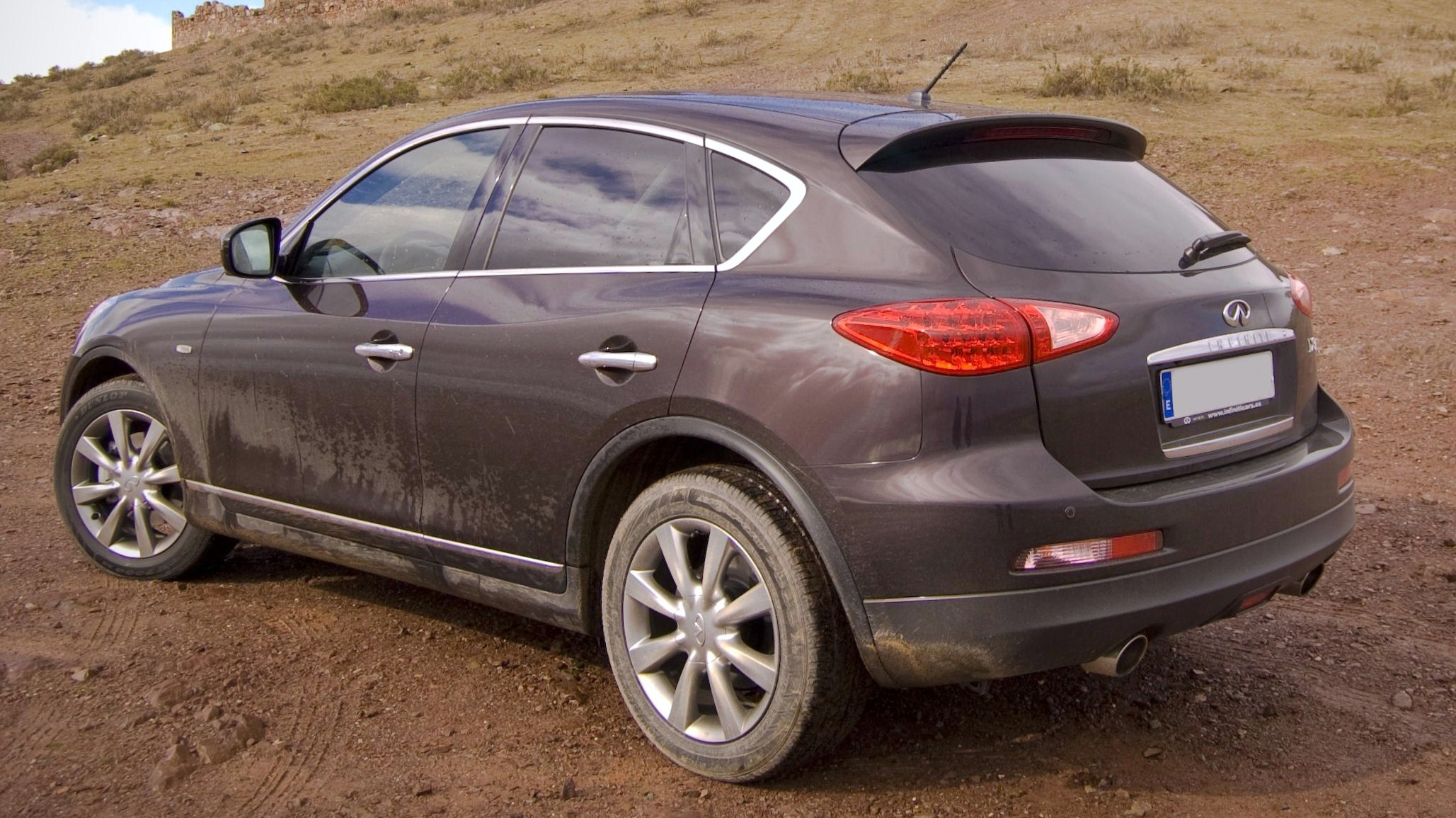
Heckansicht
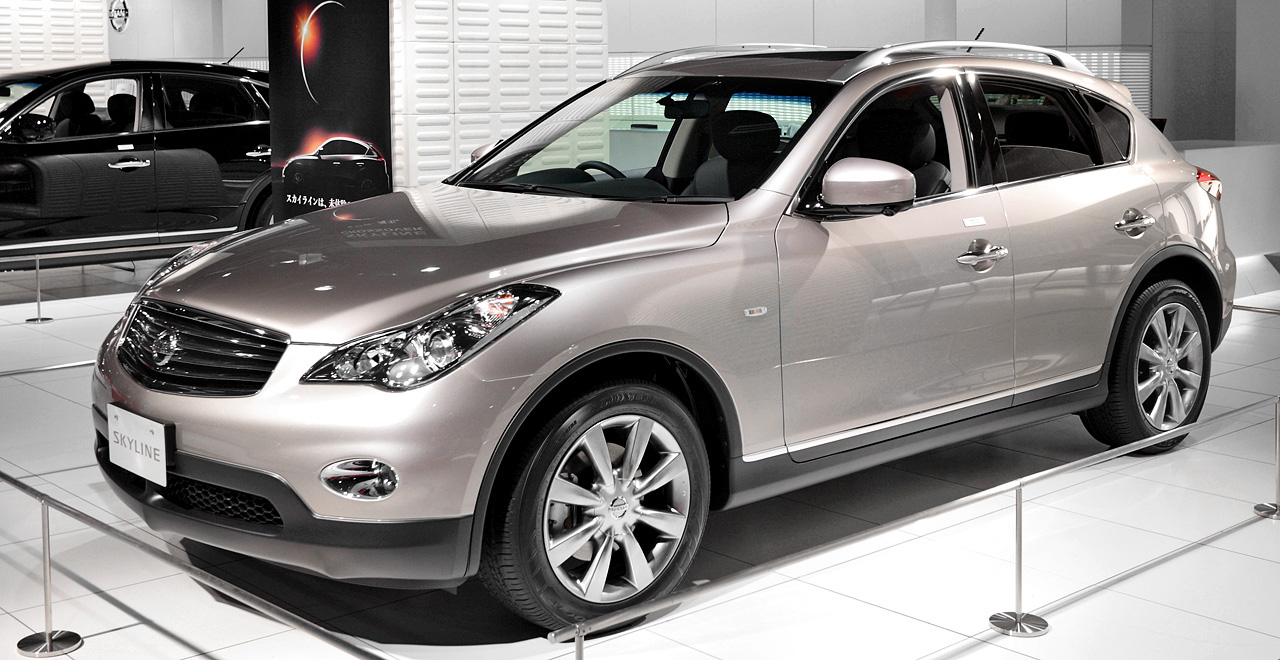
Nissan Skyline Crossover
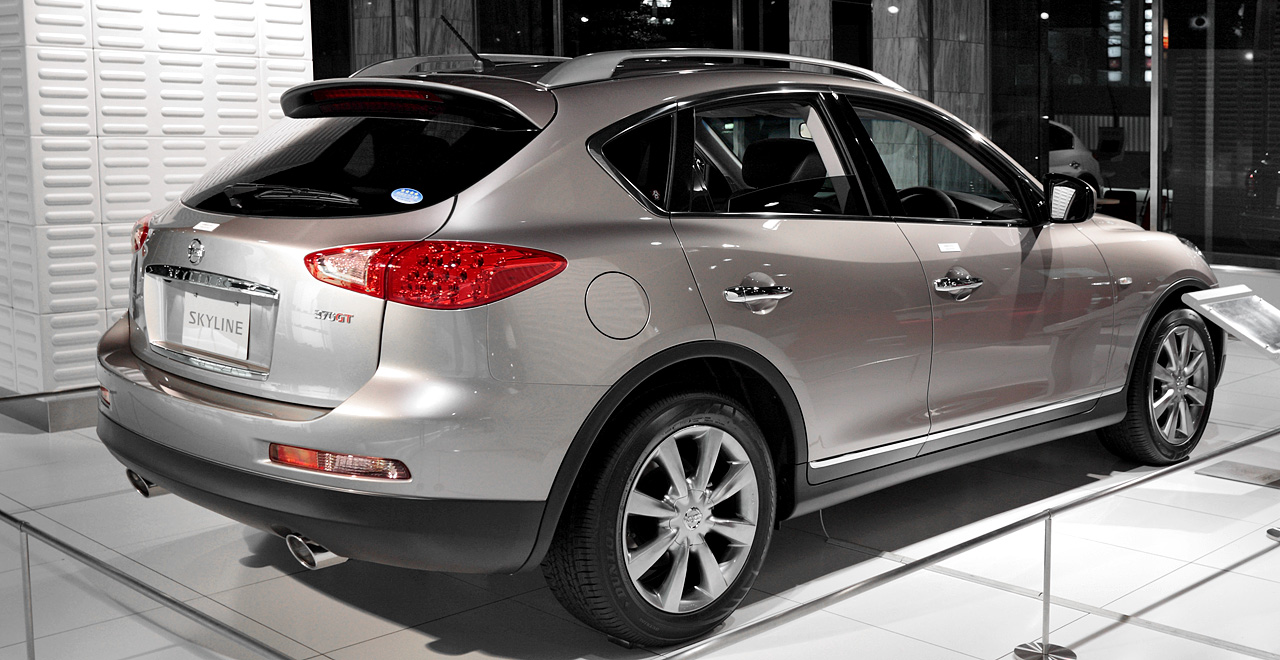
Heckansicht
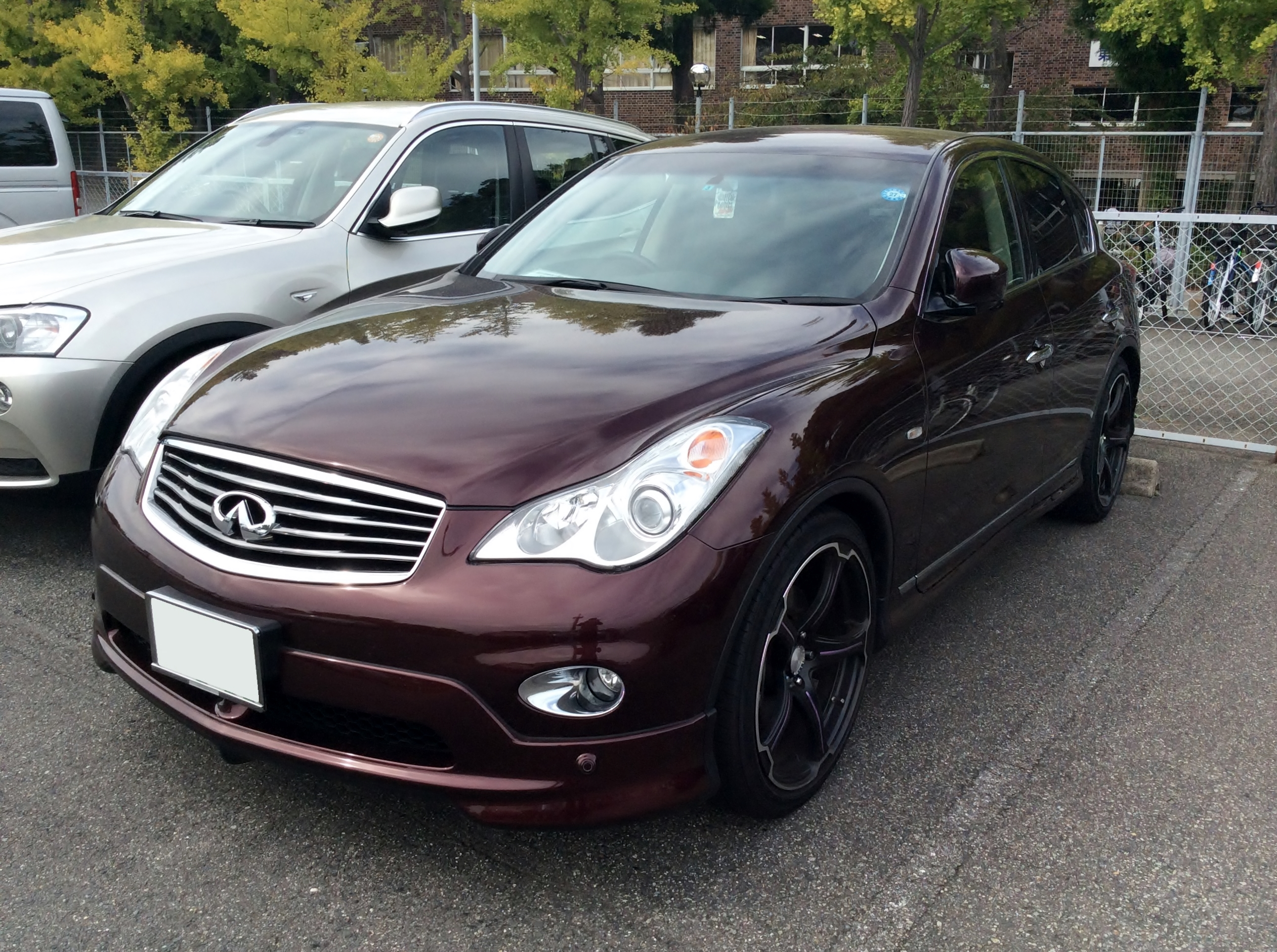
Infiniti QX50 (2013–2015)
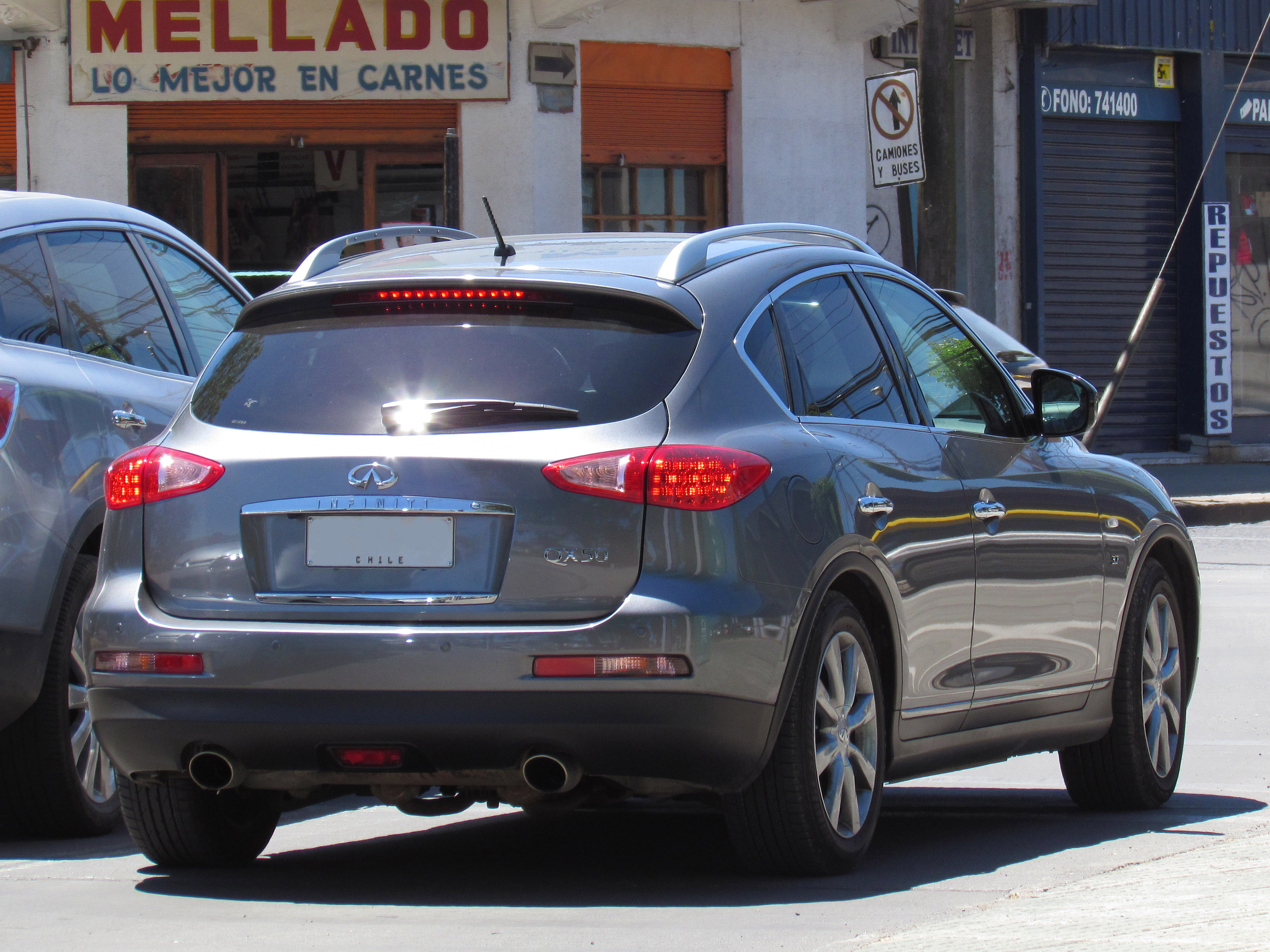
Heckansicht

### Motorisierungen
| Motoren  | Motoren  | Motoren  | Motoren          | Motoren                      | Motoren             | Motoren               | Motoren                    | Motoren                                     | Motoren                  | Motoren         |
| Modell   | Motortyp | Hubraum  | Zylinder/Ventile | Leistung                     | Drehmoment          | Höchstgeschwindigkeit | Beschleunigung, 0–100 km/h | Kraftstoffverbrauch auf 100 km (kombiniert) | CO2-Emission, kombiniert | Bauzeitraum     |
| Benziner | Benziner | Benziner | Benziner         | Benziner                     | Benziner            | Benziner              | Benziner                   | Benziner                                    | Benziner                 | Benziner        |
| -------- | -------- | -------- | ---------------- | ---------------------------- | ------------------- | --------------------- | -------------------------- | ------------------------------------------- | ------------------------ | --------------- |
| EX25     | VQ25HR   | 2495 cm³ | V6/24            | 175 kW (235 PS) bei 6800/min | 263 Nm bei 4800/min | 206 km/h              | 9,5 s                      | 10,7 l Super                                |                          | seit 04/2010    |
| EX35     | VQ35HR   | 3498 cm³ | V6/24            | 221 kW (297 PS) bei 6800/min | 355 Nm bei 4800/min | 231 km/h              | 6,9 s                      | 12,3 l Super                                |                          | 09/2007–12/2012 |
| EX37     | VQ37VHR  | 3696 cm³ | V6/24            | 239 kW (320 PS) bei 7000/min | 360 Nm bei 5200/min | 240 km/h              | 6,4 s                      | 11,3 l Super                                | 265 g/km                 | seit 10/2008    |
| Diesel   |          |          |                  |                              |                     |                       |                            |                                             |                          |                 |
| EX30d    | V9X      | 2993 cm³ | V6/24            | 175 kW (238 PS) bei 3750/min | 550 Nm bei 1750 min | 221 km/h              | 7,9 s                      | 8,5 l Diesel                                | 224 g/km                 | seit 04/2010    |

## 2. Generation (seit 2017)

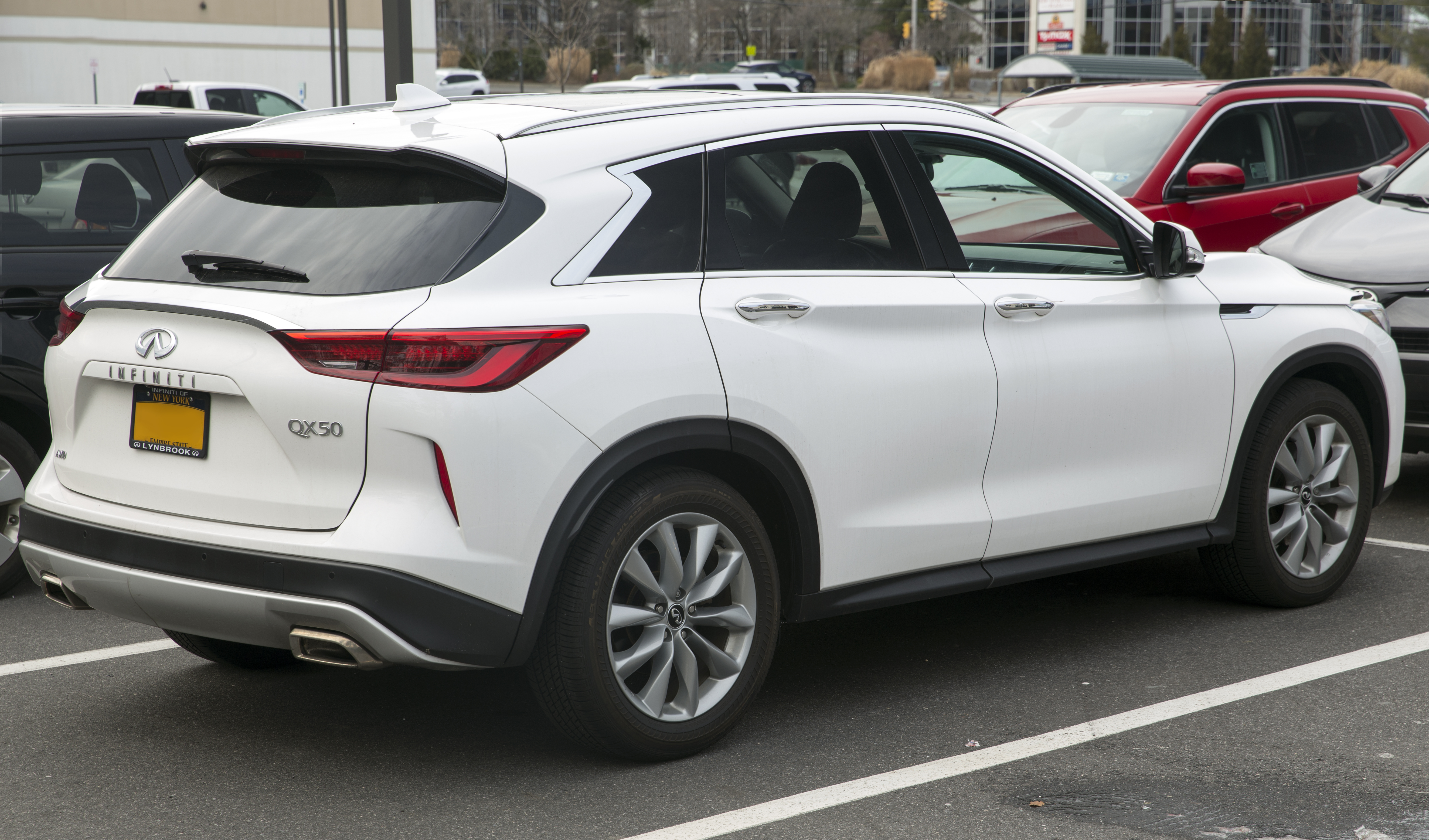
Heckansicht

### Konzeptfahrzeuge
Die Studie Infiniti QX Sport Inspiration Concept, die auf der Beijing Motor Show im April 2016 vorgestellt wurde, lieferte einen ersten Ausblick auf das Nachfolgemodell der ersten Generation. Eine seriennahe Studie für die zweite Generation zeigte Infiniti auf der North American International Auto Show im Januar 2017 in Detroit mit dem Infiniti QX50 Concept.

### Serienfahrzeug
Das Serienfahrzeug wurde schließlich auf der LA Auto Show im November 2017 vorgestellt. Gebaut wird es im mexikanischen Aguascalientes. Verkauft wird es in den Vereinigten Staaten seit Anfang 2018. Zum Modelljahr 2023 folgte der sportlicher gestaltete QX50S.
Angetrieben wird der neue QX50 von einem 200 kW (272 PS) starken Zweiliter-Ottomotor. Dieser verfügt über eine variable Verdichtung, die im Bereich zwischen 8:1 und 14:1 variiert. Dabei ändert sich auch der Zylinderhub um bis zu sechs Millimeter, wodurch der Hubraum sich zwischen 1970 und 1997 cm³ verändert. Die zweite Generation ist damit weltweit das erste Serienfahrzeug, bei dem diese Technik zum Einsatz kommt.

### Technische Daten
| Kenngrößen                                  | 2.0t                         | 2.0t                         |
| Bauzeitraum                                 | seit 06/2018                 | seit 03/2018                 |
| Motorkenndaten                              |                              |                              |
| Motortyp                                    | R4-Ottomotor                 | R4-Ottomotor                 |
| Gemischaufbereitung                         | Direkteinspritzung           | Direkteinspritzung           |
| Hubraum                                     | 1970–1997 cm³                | 1970–1997 cm³                |
| Verdichtungsverhältnis                      | 8:1–14:1                     | 8:1–14:1                     |
| max. Leistung                               | 183 kW (249 PS) bei 5600/min | 200 kW (272 PS) bei 5600/min |
| max. Drehmoment                             | 380 Nm bei 4400/min          | 380 Nm bei 4400/min          |
| Kraftübertragung                            |                              |                              |
| Antrieb, serienmäßig                        | Allradantrieb                | Vorderradantrieb             |
| Antrieb, optional                           | —                            | (Allradantrieb)              |
| Getriebe, serienmäßig                       | Stufenloses Getriebe         | Stufenloses Getriebe         |
| Messwerte                                   |                              |                              |
| Höchstgeschwindigkeit                       | 220 km/h                     | 230 km/h                     |
| Beschleunigung, 0–100 km/h                  | 7,3 s                        | 6,7 s (6,3 s)                |
| Kraftstoffverbrauch auf 100 km (kombiniert) | 8,6 l Super                  | 8,7 l Super (9,0 l Super)    |
| Tankinhalt                                  | 60 l                         | 60 l                         |